# 臺北市立介壽國民中學
臺北市立介壽國民中學，簡稱介壽國中，是臺北市松山區的國民中學，創立於1968年（民國57年），位於民生社區。

## 歷任校長
參見：
| 任別   | 任職時間  | 姓名   |
| ------ | --------- | ------ |
| 第一任 | 1968年9月 | 潘維鑑 |
| 第二任 | 1975年9月 | 林煇   |
| 第三任 | 1986年8月 | 孫超   |
| 第四任 | 1994年2月 | 吳和惠 |
| 第五任 | 2001年8月 | 陳總鎮 |
| 第六任 | 2005年8月 | 羅美娥 |
| 第七任 | 2009年8月 | 葛虹   |
| 第八任 | 2012年8月 | 林財瑞 |
| 第九任 | 2020年8月 | 陳建廷 |

## 外部連結
- 臺北市立介壽國民中學 （页面存档备份，存于）
- 臺北市立介壽國中弦樂團 （页面存档备份，存于）